# 朗乡林业局
朗乡林业局是一个位于中华人民共和国黑龙江省伊春市大箐山县的类似乡级单位，亦是黑龙江伊春森工集团所属的一个林业局。
朗乡林业局地处小兴安岭南麓。施业区总面积26.4万公顷，森林覆被率90%。林业人口6.5万。

## 行政区划
朗乡林业局下辖以下单位：
乡南经营所、南沟经营所、英山林场、清源林场、建设经营所、折棱河林场、东折棱河经营所、大西北岔林场、正岔河林场、新东林场、头道沟经营所、巴兰河农场、二道沟经营所、三道沟经营所、六道沟林场、长远林场。